# Inger Andersson (kemist)
Inger Cecilia Andersson, född 27 februari 1950, är en svensk kemist och ämbetskvinna.

## Karriär
Inger Andersson studerade vid Kungliga Tekniska högskolan i Stockholm och sedan 1973 har hon en civilingenjörsexamen i kemi. Mellan 2004 och 2013 var hon Livsmedelsverkets generaldirektör samt Läkemedelsverkets tillförordnade generaldirektör under 2015.
Forskningsrådet Formas valde henne 2017 som ordförande för Nationella kommittén för livsmedelsforskning. Samtidigt startades, som en del av livsmedelsstrategin, ett nationellt forskningsprogram om livsmedel som ska pågå i tio år. Programmet utgår från hållbarhetsmål och livsmedelsstrategin, och omfattar hela kedjan från produktion till konsumtion.